# Psychotria connata
Psychotria connata är en måreväxtart som beskrevs av Nathaniel Wallich. Psychotria connata ingår i släktet Psychotria och familjen måreväxter. Inga underarter finns listade i Catalogue of Life.